# Anomala viridisericea
Anomala viridisericea är en skalbaggsart som beskrevs av Friedrich Ohaus 1905. 
Anomala viridisericea ingår i släktet Anomala och familjen Rutelidae. Inga underarter finns listade i Catalogue of Life.